# Abdelhamid Kanzari
Abdelhamid Kanzari – tunezyjski piłkarz grający na pozycji obrońcy. W swojej karierze grał w reprezentacji Tunezji.

## Kariera klubowa
W swojej karierze piłkarskiej Kanzari grał w klubie Espérance Tunis.

## Kariera reprezentacyjna
W reprezentacji Tunezji Kanzari zadebiutował w 1981 roku. W 1982 roku powołano go do kadry na Puchar Narodów Afryki 1982. Zagrał w nim w dwóch meczach grupowych: z Kamerunem (1:1) i z Libią (0:2). W kadrze narodowej grał do 1983 roku.